# 田島満
田島 満（たじま みつる）は、アクセルエンターメディアの代表取締役社長。アクセルマーク株式会社より、スピンアウトし、アクセルエンターメディアを設立。代表取締役に就任。

## 来歴
- 1996年3月 - 早稲田大学 政治経済学部 経済学科学科卒
- 1996年4月 - 株式会社リクルート入社
- 2004年10月 - 株式会社ハイジ（現　アクセルマーク株式会社）取締役就任[2]
- 2009年11月 - 株式会社アクセルエンターメディア設立　代表取締役就任[3]